# 礒野慎吾
礒野 慎吾（いその しんご、1971年2月17日-）は、大阪府出身の劇団☆新感線所属の俳優である。近畿大学文芸学部卒業。血液型A型。
小学校一年生の時に始めた剣道が得意で、段位は初段。小学校六年生の時には全国大会出場経験あり。
大学入学から劇団☆新感線に参加。以後ほとんどの作品に出演。

## 出演

### テレビドラマ
- 天才てれびくんMAX「新ユゲデール物語」 - 8×9（ハック）役 （NHK）

### 劇団☆新感線
- 『髑髏城の七人シリーズ』
- 『アトミック番外地』
- 『仮名絵本西遊記』
- 『銀河一発伝説　ゴローにおまかせ』
- 『サイバー・パンクラチオン』
- 『地獄軍団　ゴローにおまかせ2』
- 『スサノオ〜武流転生（Bプロ）』
- 『古田新太之丞東海道五十三次地獄旅〜ハヤシもあるでョ！』
- 『星の忍者〜Stranger in a Strange Star』
- 『ゴローにおまかせ3〜後ろから前から』
- 『BEAST IS RED〜野獣郎見参！』
- 『花の紅天狗』
- 『直撃！ドラゴンロック　シリーズ』
- 『SUSANOH〜魔性の剣』
- 『The Vampire Strikes Rock』
- 『LOST SEVEN』
- 『犬夜叉』
- 『阿修羅城の瞳〜BLOOD GETS IN YOUR EYES』
- 『大江戸ロケット』
- 『アテルイ』
- 『天號星』[1]
- 『バサラオ』[2]
- 『紅鬼物語』[3]
- 『爆烈忠臣蔵〜桜吹雪 THUNDERSTRUCK』[4]

### その他の公演
- innerchild『数神－to the Land of Flactal』

### CM
- アートネイチャー